# Église Notre-Dame de Campigny
Pour les articles homonymes, voir Église Notre-Dame.
L'église Notre-Dame est un édifice catholique qui se dresse sur la commune française de Campigny dans le département du Calvados, en région Normandie.
L'église est partiellement protégée aux monuments historiques.

## Localisation
L'église est située au lieu-dit le Vieux Campigny, face au manoir, sur la commune de Campigny, dans le département français du Calvados.

## Description
L'église abrite les gisants des Hamon, seigneurs de Campigny.

## Protection aux monuments historiques
Au titre des monuments historiques :
- la tour est classée par liste de 1862 et par arrêté du 26 février 1879 ;
- le pignon oriental de la chapelle formant bas-côté sont inscrits par arrêté du 6 juillet 1945.